# Іштван VII Баторі
Іштван VII Баторі (угор. Báthory István, 1488/1490 — 3 травня 1530) — державний і військовий діяч Угорського королівства.

## Життєпис
Походив з впливового угорського клану Баторі, роду Баторі-Ечед. Онук королівського судді Іштвана Баторі. Син Андраша Баторі та Дороти Вардаї.
У 1507 році призначено наджупаном комітату Залу. 1508 року брав участь у коронації угорським королем Людовика Ягеллона, а 1509 року його ж — королем Богемії. У 1509 році стає наджупаном Тімішоари і гетьманом Південної Угорщини. У 1510 році Іштван Баторі був призначений на посаду коменданта замку в Буді, а 1511 року — головним капітаном Темесу.
1512 року завдав поразки османського загону біля Ілідії. У 1514 році брав участь у придушенні селянського повстання під керівництвом Дйордя Дожі.1518 року призначено королівським радником. В 1519 році стає палатином Угорщини.
1523 року оженився на представниці Мазовецьких П'ястів. У 1523 році на державній асамблеї було звинувачено у розкрадання 700 тис. флоринів, наданих для набору війську проти османів. Внаслідок чого замінено на посаді палатина Імре Переньї. Втім 1524 року Іштвана Баторі було відновлено на посаді палатина Угорщини. 1525 року знову відсторонено на посаді, проте вже 1526 року вдруге відновлено. Іштван Баторі також виконував обов'язки придворного скарбника і судді.
В 1526 році брав участь в битві при Могачі, в якій угорське військо зазнало нищівної поразки від османів. Іштван Баторі зміг врятуватися і став одним з лідером «австрійської партії» в Угорщині, яка виступала за союз між Ягеллонів і Габсбургами. Разом з Марією Австрійської, вдовою угорсько-богемського короля Людовика II Ягеллона, Баторі відступив до Пресбурга, де сприяв обранню австрійського ерцгерцога Фердинанда Габсбурга королем Угорщини і Хорватії.
Натомість втратив усі свої володіння в землях, що захопили османи та їхні союзники. Як компенсацію новий король Угорщини 1527 року подарував йому 4 замки, зокрема Девін в Пресбурзі й Токай. У 1528 року знову призначено палатином Угорщини. Іштван Баторі помер 1530 року.

## Родина
Дружина — Софія, донька Конрада III П'яста, князя Мазовії.
Діти:
- Клара (д/н—1535)